# Psylliodes baluchistana
Psylliodes baluchistana es una especie de insecto coleóptero de la familia Chrysomelidae.
Fue descrita científicamente en 1990 por Lopatin.